# بيت الكيكو
بيت الكيكو هي إحدى القرى اللبنانية من قرى قضاء المتن في محافظة جبل لبنان.